# ایوان کرساک
ایوان کرساک (اوکراینی: Iва́н Феодо́сійович Ко́рсак؛ ۱۵ سپتامبر ۱۹۴۶ – ۷ دسامبر ۲۰۱۷) نویسنده، شاعر، روزنامه‌نگار اهل اتحاد جماهیر شوروی سوسیالیستی بود.